# Уилсон, Тара
Та́ра Линн Уи́лсон (англ. Tara Lynn Wilson; 25 февраля 1982, Ванкувер, Британская Колумбия, Канада) — канадская актриса и предприниматель.

## Биография
Тара Линн Уилсон родилась 25 февраля 1982 года в Ванкувере (провинция Британская Колумбия, Канада), но в настоящее время живёт в США, имеет дома в Нью-Йорке и Лос-Анджелесе.
Тара снималась в кино в течение восьми лет, с 2001 по 2009, и за это время сыграла в пяти фильмах и телесериалах.
В 2007 году Уилсон открыла чайный дом «Once Upon a Tea Cup» в Уиндсоре (Канада) вместе с актёром Крисом Нотом, с которым она встречалась восемь лет до свадьбы, состоявшейся 6 апреля 2012 года. У супругов есть два сына — Орион Кристофер Нот (род.18.01.2008) и Китс Нот (род.18.02.2020).